# Tarkerabari
Tarkerabari (en népalais : टारकेरावारी) est un comité de développement villageois du Népal situé dans le district d'Okhaldhunga. Au recensement de 2011, il comptait 2 044 habitants.